# Gottfried Olearius (Theologe, 1672)

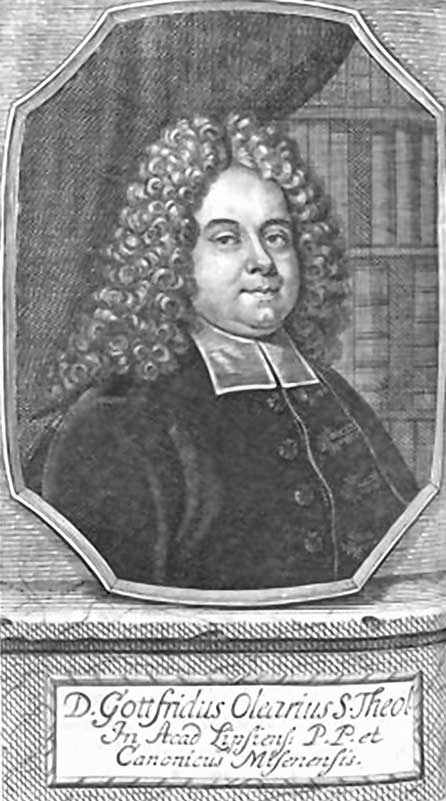
Gottfried Olearius

Gottfried Olearius (* 23. Juli 1672 in Leipzig; † 10. November 1715 ebenda) war ein deutscher Philologe und evangelisch-lutherischer Theologe.

## Leben
Der Sohn des Johannes Olearius (1639–1713) besuchte nach anfänglicher Privatausbildung bereits in jungen Jahren, im Sommersemester 1688, die philosophischen Vorlesungen an der Universität Leipzig. Im selben Jahr, am 27. November war er Baccalaureus geworden, erwarb sich am 18. Januar 1692 den akademischen Grad eines Magisters der Philosophie und im selben Jahr habilitierte er sich an der Leipziger Hochschule. Den Gepflogenheiten der damaligen Zeit folgend, unternahm er 1693 eine Gelehrtenreise nach Holland und England, wo er die Koryphäen jener Zeit kennenlernte. An der Universität Oxford hielt er sich für ein ganzes Jahr auf, um sich der Philosophie, Kirchengeschichte und der griechischen Literatur zu widmen.
Zurückgekehrt nach Leipzig wandte er sich dem Studium der Theologie zu, hielt Vorlesungen an der philosophischen Fakultät, wurde 1698 Assessor der philosophischen Fakultät, wurde am 21. April 1699 Kollegiat am großen Fürstenkollegium, am 27. November 1699 als Baccalaureus der Theologie an die Theologische Fakultät aufgenommen und danach Professor der Griechischen und Lateinischen Sprachen. Nachdem er sich am 14. April 1701 das Lizenziat der Theologie erworben hatte, war er im Wintersemester 1701/02 Rektor der Alma Mater, 1703, sowie 1706 Prokanzler der philosophischen Fakultät, wurde 1708 Professor der Theologie, sowie Assessor der theologischen Fakultät und promovierte mit der Dissertation de Adoratione Dei Patris per Jesum Christum am 8. November 1708 zum Doktor der Theologie.
Am 23. April 1710 erhielt er ein Kanonikat in Meißen, wurde damit verbunden Prediger der Paulikirche und führte die Aufsicht über das Kirchenwesen der Leipziger Hochschule. 1713 übernahm er nach dem Tod seines Vaters die Stelle des Ephorus der kurfürstlichen Stipendiaten und 1714 war er Assessor am Leipziger Konsistorium geworden. Nachdem er eine Krankheit mehrere Jahre hinweg verschleppt hatte, wurde er schließlich bettlägerig und starb an einem Sonntag um 13:30 Uhr im 43. Lebensjahr an Schwindsucht. Sein Leichnam wurde am 12. November in der Paulinerkirche beigesetzt, wo man ihm auch ein Epitaph errichtete.

## Wirken
Olearius’ Zeitgenossen schildern ihn als Mann mit scharfem Verstand und lebhaftem Wesen, der die schönen Wissenschaften liebte. Den größten Teil seiner Schriften verfasste er zeitgemäß in lateinischer Sprache. Er tat sich mit der Übersetzung der Geschichte der Philosophie (1702) von Thomas Stanley hervor, dessen Werk er zahlreiche Anmerkungen hinzufügte. Bereits 1709 hatte er in seiner Promotionsarbeit die Auffassung der Sozinianer angefochten, Christus sei nicht der Mittler zwischen Gott und den Menschen, vertrat eine untypische Linie der lutherischen Orthodoxie und entwickelte über bestimmte theologische Lehrsätze eine eigenständige Meinung. Er suchte darzulegen, dass Jesus der einzige Messias sei. Die dazu 1714 erschienene Schrift erlebte nach seinem Tod 1736 die dritte Auflage. Seine weiteren Werke beschäftigen sich vor allem mit historischen, grammatikalischen und kritischen Schriften zu theologischen Themen.  Olearius stand den damaligen Bestrebungen des Leipziger Pietismus – ebenso wie sein Vater – wohlwollend gegenüber, wollte aber nicht in das kirchenpolitische Lager der Pietisten eingeordnet werden.

## Familie
Olearius war zwei Mal verheiratet. Die erste Ehe schloss er am 13. September 1701 mit Christina Sophia († Juli 1702), der jüngsten Tochter des Leipziger Professors Valentin Alberti (1635–1697). Nachdem seine erste Ehefrau im Kindbett verstorben war, heiratete er 1703 Christina Sabina, die einzige Tochter des Juristen Christian Ephraim Lange, der Sohn des Theologen Samuel Lange (1618–1667) und dessen Frau Catharina Magaretha (geb. Götze). Von den Kindern kennt man die Tochter aus erster Ehe Christiane Elisabeth. Aus der zweiten Ehe stammen drei Söhne und eine Tochter, die vor ihm verstarben. Überlebt haben ihn aus zweiter Ehe die Töchter Anna Christiane Olearius (verheiratet mit dem Juristen Dr. Andreas Naundorf), Johanna Sophie und der Sohn Johannes Olearius. Der Sohn jedoch starb kurz nach dem Vater und die Töchter verheirateten sich standesgemäß.

## Werke (Auswahl)
- Diss. De philosophis exosis. (Resp. August Moller) Goezius, Leipzig 1692. (Digitalisat)
- Exercitatico ad L. Allatii de scriptis Socratis dialogus. Leipzig 1699
- Einleitung zur Römischen und Teutschen Historie, von der Erbauung Roms. Leipzig 1696.
- Historica Philosophae, vitas, opiniones resque gestas et dicta Philosohorum sectae cujusvis complexa. Auctore Th, Stanlejo, ex anglico sermone in latinum translata, emendata et variis dissertationibus atque observationibus passim aucta. Accessit vita Auctoris. Leipzig 1702
- Diss. De gestis Pauli in urbe Atheniensium ad Actor. 17, 16. Leipzig 1706
- Diss. De miraculo piscinae Bethesdae Joh. V. Leipzig 1706
- Historia Symboli Apostololici, cum observationibus ecclesiasticis et criticis ad singulos ejus articulos. Leipzig 1708
- Diss. Theologica de adoratione Die Patris per Jesum Christum. Leipzig 1709
- Ta ton Philostraton leipomena apanta. Philostratorum quae supersunt omnia / Vita Apollonii libris VIII / Vitae Sophisticarum libis II / Heroica imagines priores atque posteriores et epistolae / accessere / Apollonii Tyanensis epistolae / Eusebii liber adversus Hieroclem Callistrati descript. statuarum / omnia ex mss. codd. recensuit notis perpetuis illustravit versionem totam fere novam fecit Gottfridus Olearius. Lipsiae apud Thomam Fritsch An. MDCCIX.
- Observationes sacrae in Evangelium Matthaei. Leipzig 1713
- Beweis das Jesus der wahre Messias sei. Leipzig 1714, 1725, 1736
- Collegium pastorale oder Anleitung zur Seelenkur. Leipzig 1718